# Ставропольська ТЕС
Ставропольська ТЕС – теплова електростанція на півдні Росії, яка знаходиться за чотири десятки кілометрів на північний захід від міста Ставрополь у селищі Солнєчнодольськ.
В 1975 – 1983 роках на майданчику станції стали до ладу вісім однотипних блоків, кожен з яких мав котел від Таганрозького котельного заводу типу ТГМП-314А продуктивністю 1000 тон пари на годину та турбіну Харківського турбогенераторного заводу К-300-240-2 потужністю  300 МВт. Генератори постачило ще одне харківське підприємство Електроважмаш. Паливна ефективність енергоблоків становить 41%.
Первісно станція використовувала вугілля, проте починаючи з 1984-го була переведена на газ, який надходить по газотранспортному коридору Північний Кавказ – Центр (можливо відзначити, що неподалік від майданчику знаходилось гігантське Північно-Ставропольське газове родовище, проте його розробка завершилась ще у 1975 році). Також на початку 2000-х в район Ставрополя вивели газопровід Починки – Ізобільний, втім, він призначений передусім для подачі ресурсу для експортної системи Блакитний потік.
Для видалення продуктів згоряння призначені два димарі заввишки 270 метрів.
Вода для технологічних потреб надходить з Новотроїцького водосховища на річці Єгорлик, на березі якого знаходиться майданчик ТЕС.
Окрім виробництва електроенергії станція також може постачати теплову енергію в обсягах 145 Гкал/год.
Видача продукції відбувається по ЛЕП, розрахованим на роботу під напругою 500 кВ, 330 кВ та 110 кВ.